# Pôle pénitentiaire d'Abidjan
Pour les articles homonymes, voir Maca (homonymie).
Le pôle pénitentiaire d'Abidjan ou PPA, anciennement connu sous le nom de maison d’arrêt et de correction d’Abidjan ou MACA, est une prison ivoirienne située à Abidjan, capitale économique de la Côte d'Ivoire, dans le district autonome du même nom.
Construit en 1980 et principale prison de Côte d'Ivoire, le PP est construit sur un terrain de 12 ha situé entre la commune de Yopougon et le parc national du Banco. Elle dispose d'une capacité théorique de 1 500 détenus mais accueille en fait plus de 5 000 détenus,. Elle abriterait la moitié de la population carcérale ivoirienne, le reste se répartissant dans les 33 autres maisons d’arrêt et de correction du pays.
L'établissement est géré par la Direction de l'Administration Pénitentiaire du Ministère de la Justice et des Droits de l'Homme de Côte d'Ivoire.
Dégradée et surpeuplée, la MACA a une très mauvaise réputation.

## Histoire
L'établissement entre en fonctionnement en 1980, sous le nom de maison d'arrêt et de correction d'Abidjan ou MACA. Il a été construit selon des normes européennes par des architectes italiens.
En septembre 2023, l'établissement change de nom pour devenir le pôle pénitentiaire d'Abidjan ou PPA. Cette transformation a pour objectif d'améliorer les conditions de détention, la sécurité et le respect des droits de l'Homme dans l'établissement.

## Organisation de l'établissement

### Organisation de la maison d'arrêt et de correction
La MACA se compose de plusieurs bâtiments — A, B et C — reliés par des espaces de circulation, auxquels les détenus sont affectés en fonction de la condamnation et de la durée de la peine. Outre les  bâtiments A, B et C, la MACA compte un bâtiment dit des assimilés et un bâtiment des femmes.
Dans les bâtiments A, surnommé « le Kremlin », et B, les détenus peuvent passer la journée dehors. Le bâtiment C est un bâtiment très particulier, qui correspond à un bâtiment de haute sécurité où sont détenus les longues peines. Dans ce dernier, peu de détenus ont accès à la cour de la prison. Les détenus peuvent toutefois quitter le bâtiment C les jours de visite (mardi, jeudi et samedi).
Au sein même du bâtiment C, il existe une « prison dans la prison », le « blindé », qui est une cellule sans fenêtres pour punir les prisonniers indisciplinés ou transgressant les règles. Elle accueille également tous les nouveaux détenus du bâtiment C pendant plusieurs semaines.
Le bâtiment des « assimilés », selon la terminologie utilisée, est en fait un quartier VIP qui abrite les fonctionnaires, journalistes, hommes d’affaires, et surtout personnalités politiques ; il se situe un peu à l'écart.

### Transformation en pôle pénitentiaire
La transformation de la maison d'arrêt et de correction en pôle pénitentiaire de septembre 2023 s'accompagne également d'une réorganisation et d'une réaffectation des bâtiments.
Ainsi, le bâtiment A est renommé en « Maison d'arrêt », le bâtiment B devient la « Maison d’arrêt et de correction pour hommes », le bâtiment C devient la « Maison pénale », l'ancien bâtiment des assimilés est renommé en « Maison d’arrêt et de correction » et l'ancien bâtiment destiné à accueillir les femmes détenues est renommé en « Maison d’arrêt et de correction pour femmes et mineurs ».

## Conditions de détention
Le gouvernement informel de la prison aux mains des détenus est surnommé la camorra,
Les conditions de détention hors le bâtiment des assimilés sont très difficiles : les détenus sont parqués par dizaines, jusqu'à 80, dans des cellules petites, nauséabondes et surchauffées ; ils reçoivent peu de visites et n’ont pas la possibilité de se faire soigner. La tuberculose est la première cause de mortalité.
L'enceinte de l'établissement abrite en outre le Centre d’observation des mineurs (COM), qui accueille entre 60 et 80 « pensionnaires » en moyenne toute l’année dans des conditions très difficiles. Certains d'entre eux sont des « microbes », le terme qui prévaut depuis quelques années pour désigner les jeunes garçons rassemblés au sein de véritables gangs ultraviolents sévissant à Abidjan.
« Profitant » de l'évasion de tous les détenus en mars 2011 lors de la crise post-électorale (cf.infra), les autorités ont investi plus de 2 milliards de francs CFA (environ 3 millions €) pour réhabiliter, entre mars et août 2011, portails, bureaux et cellules.
Les grâces présidentielles permettent également de diminuer la surpopulation carcérale. Ainsi, après la grâce présidentielle de décembre 2015, le nombre de prisonniers est tombé de 6 740 à 3 640.
L'établissement accueille 200 femmes détenues en 2021. Elles ont leur propre bâtiment surveillé par des gardes pénitenciers femmes, appelées dans le milieu carcéral « mamans gardes ».

## Détenus notables
- Laurent et Simone Gbagbo (1992)[1]
- Henri Amouzou, Tapé Doh ou Angéline Kili, « pontes » de la filière café-cacao (fin des années 2000)
- Denis Maho Glofiéhi, ancien chef des milices pro-Gbagbo pour l’ouest de la Côte d’Ivoire[1]
- Ousmane Sy Savané, directeur général du groupe de presse Cyclone[1]
- commandant Marcelin Ogou Toli, soupçonné d’être impliqué dans l’assassinat des Français Yves Lambelin et Stefan di Rippel, en avril 2011[1]
- Laurent Akoun et Alphonse Douati, respectivement secrétaire général et secrétaire général adjoint du Front populaire ivoirien (FPI) (août 2012)[1].
- Yacouba Coulibaly dit Yacou le Chinois, un criminel évadé de la MACA qui réapparaît pendant la crise postélectorale de 2011 en tant que membre des Forces républicaines de Côte d’Ivoire (FRCI), loyales à Alassane Ouattara. De retour en prison, Yacou est considéré comme les yeux et les oreilles du régime Ouattara au sein de la MACA. Toutefois, il finit par prendre de facto en grande partie le contrôle de l'établissement pénitentiaire et est à l'origine de plusieurs mutineries. Il meurt le 20 février au cours d'une tentative de le transférer à Bouaké[14].
- Youssouf Fofana, un des principaux acteurs de l'affaire du gang des barbares en France (2006)[15]
- Commissaire 5500, très connu dans le milieu du showbiz ivoirien pour être le parrain de plusieurs artistes et événements (2019-2021)[3]
- Pulchérie Gbalet, a appelé à des manifestations pacifiques à Abidjan et dans plusieurs autres villes.

## Événements notables
En novembre 2004, environ 4 000 prisonniers ont profité des troubles anti-français violents qui agitaient Abidjan pour s'évader avec la complicité de surveillants, par les égouts et la forêt du Banco.
En mars 2005, une vingtaine d'autres détenus se sont évadés, là encore par les égouts, baptisés depuis le « métro Abidjan cadeau ».
En mars 2011, au plus fort des violences déclenchées par la crise postélectorale, c'est la totalité des prisonniers de la MACA qui s’est évadée, possiblement avec le soutien actif d'un des deux belligérants.
En juin 2022, Mohamed Tambedou, incarcéré depuis depuis 2019 après avoir été condamné pour trafic international de drogue, s'évade de l'établissement. Il réussit à corrompre deux agents pénitentiaires et un agent du service social de la prison, de le laisser sortir pour aller retirer de l'argent à la banque en ville.

## La prison dans l'art et la culture
En 2015, les réalisateurs belges Nicolas Franchomme et Alexis Hotton tournent « Dans l'ombre », le premier documentaire consacré à la MACA produit par Need Productions et soutenu par le centre du cinéma et de l'audiovisuel de la Fédération Wallonie-Bruxelles. Le film, diffusé à plusieurs reprises sur TV5 Monde Afrique dresse le portrait de la prison et son mode de fonctionnement à travers les témoignages de femmes et d'hommes détenus, ainsi que celui de l'administration pénitentiaire.
L'histoire du film La nuit des rois, de Philppe Lacôte, tourné en 2020, se déroule au sein de l'établissement. Il raconte l'histoire d'un jeune détenu, tout juste arrivé dans la prison, obligé de raconter une histoire aux autres détenus, tandis que couve une guerre de gangs rivaux. Le pénitencier y joue un rôle central.